# Horník (Vítkovská vrchovina)
Horník (385 m n. m.) je kopec na Vítkovské vrchovině (součást Nízkého Jeseníku), jehož vrchol leží na trojmezí obcí Čavisov a Horní Lhota v okrese Ostrava-město a Kyjovice v okrese Opava v Moravskoslezském kraji. Jihozápadním úpatím kopce protéká potok Polančice a severním úpatím potok Porubka. Jeho vrchol je nejvyšším bodem katastru Čavisova. Poblíž vrcholu vede značená turistická stezka. 

## Další informace

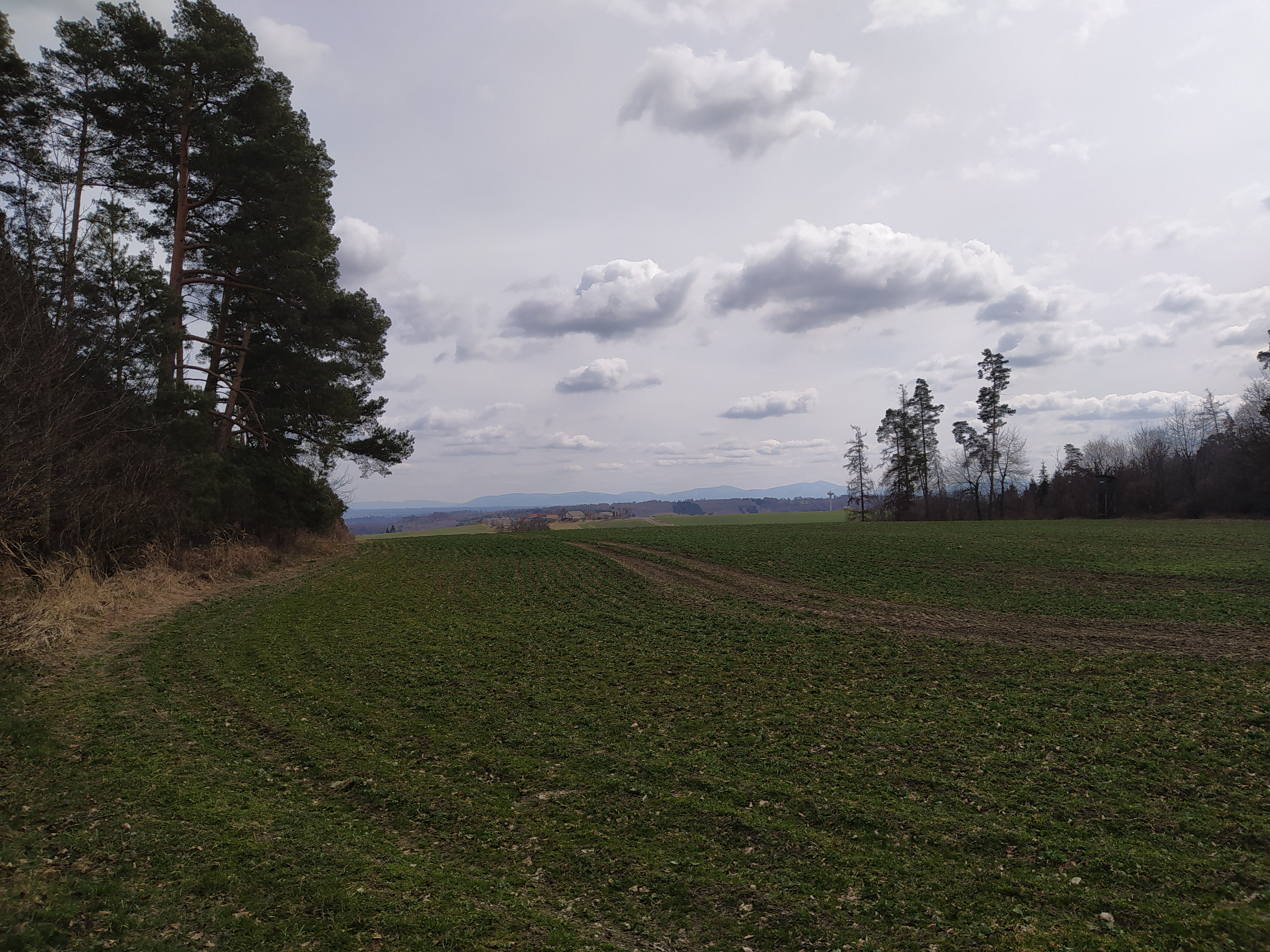
Pohled z vrcholu kopce Horník směrem k Čavisovu

Údolím Porubky vede tramvajová trať Ostrava-Poruba – Kyjovice-Budišovice.
Východním směrem od Horníka se nachází vesnice Kyjovice.